# Christa Czempiel
Christa Czempiel, geborene Dahlhoff (* 28. Februar 1925 in Berlin; † 10. Juli 2007 in Marburg), war eine deutsche Politikerin (SPD). 

## Ausbildung
Czempiel studierte nach ihrem Abitur Kunstgeschichte und Romanistik an den Universitäten Mainz, Paris und Berlin. 1955 wurde sie an der Freien Universität Berlin zum Dr. phil. promoviert. Ab 1953 war sie als Journalistin tätig.

## Partei
Christa Czempiel trat in die SPD ein und war von 1987 bis 1995 Mitglied im Landesvorstand der Sozialdemokraten in Hessen.

## Abgeordnete
Christa Czempiel war Ratsmitglied der Stadt Marburg und dort Vorstehende der Stadtverordnetenversammlung. Dem Deutschen Bundestag gehörte sie vom 22. Januar 1979, als sie für den verstorbenen Abgeordneten Egon Höhmann nachrückte, bis 1980 sowie von 1983 bis zu ihrer Mandatsniederlegung am 5. Juli 1984 an. Sie war in beiden Wahlperioden über die Landesliste Hessen ins Parlament eingezogen.

## Öffentliche Ämter
Christa Czempiel amtierte 1984/85 als Staatssekretärin und Bevollmächtigte des Landes Hessen beim Bund in der von Ministerpräsident Holger Börner geleiteten Landesregierung. Während ihrer Amtszeit erfolgte der Aufbau des Büros der Landesregierung bei der Europäischen Union in Brüssel.

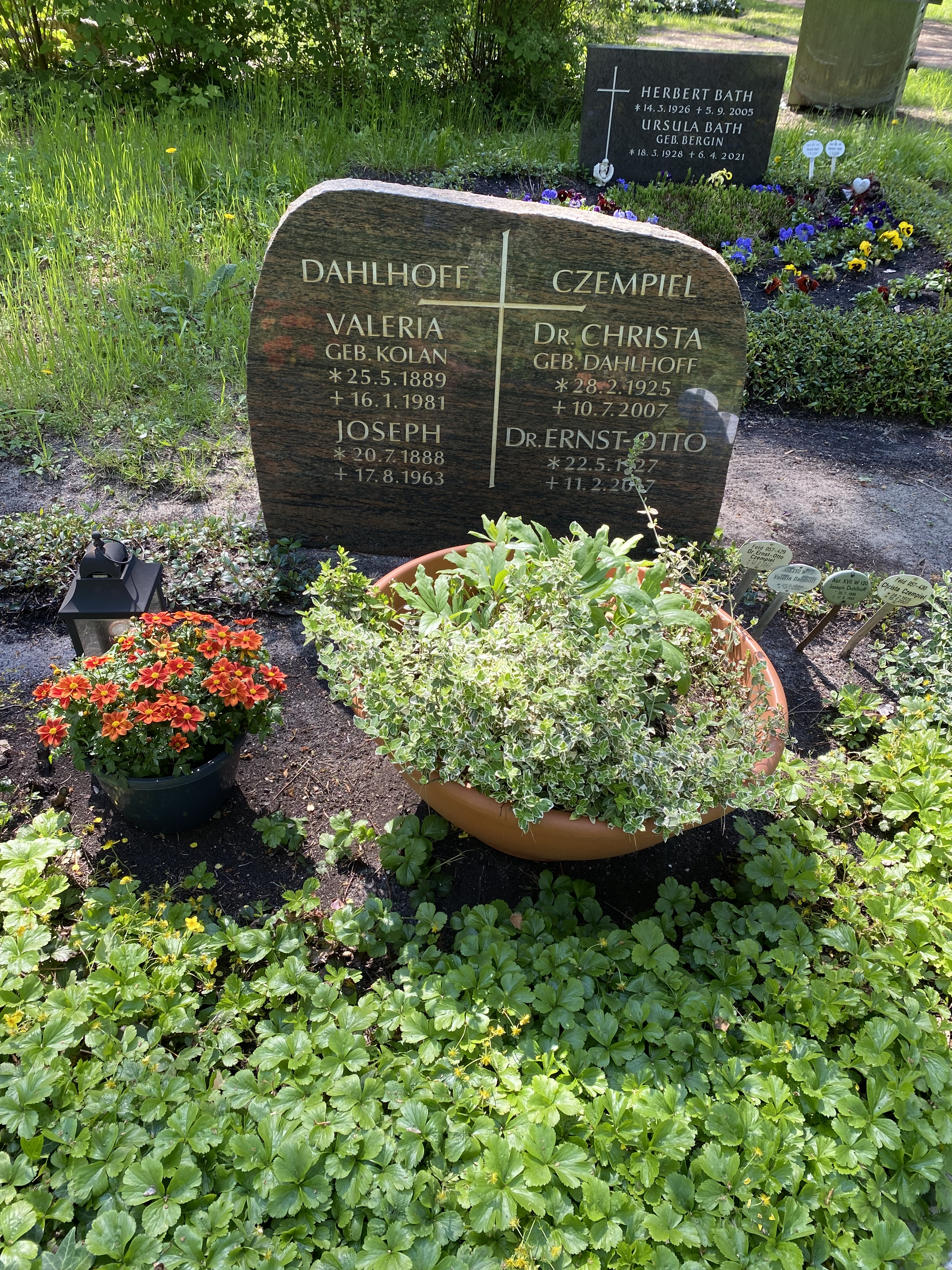
Grabstätte auf dem Waldfriedhof Zehlendorf

## Privates
Christa Czempiel war die Ehefrau des Politikwissenschaftlers und Friedensforschers Ernst-Otto Czempiel. Ihre letzte Ruhestätte erhielt sie auf dem Berliner Waldfriedhof Zehlendorf (Feld 057-430).

## Ehrungen
- Bundesverdienstkreuz I. Klasse, 1990